# Peter Haidinger
Peter Haidinger ist ein deutscher Poolbillardspieler. Er wurde 1983 Deutscher Meister im Einzel.

## Karriere
Bei der Deutschen Meisterschaft 1982 erreichte Haidinger das Finale im 14/1 endlos, unterlag dort jedoch Bruno Ernst.
Ein Jahr später unterlag er im 14/1-endlos-Finale gegen Edgar Nickel und wurde durch einen Finalsieg gegen seinen Vereinskollegen Rainer Karl Deutscher Meister im 8-Ball.
1984 kam er im 8-Ball auf den vierten Platz. Bei der Europameisterschaft desselben Jahres gewann Haidinger im 8-Ball die Bronze-Medaille.
1992 gewann er drei Medaillen bei Euro-Tour-Turnieren. Nachdem er bei den Hungarian Open im Finale gegen Thomas Engert verloren hatte, wurde er bei den Italian Open und bei den Monte Carlo Open jeweils Dritter.
Mit dem 1. PBV Moers 74 wurde Haidinger 1983 Deutscher 14/1-endlos-Meister.